# Paul Scherrer
Paul Hermann Scherrer (São Galo, 3 de fevereiro de 1890 — Zurique, 25 de setembro de 1969) foi um físico suíço.

## Vida e obra
Estudou por dois semestres botânica no Instituto Federal de Tecnologia de Zurique, mudando então para física e matemática. Em 1912 continuou os estudos em Königsberg, seguindo depois para Göttingen. Lá desenvolveu em 1916, em trabalho conjunto com Peter Debye, um método experimental para determinação da estrutura de cristais por raios X, conhecido como método de Debye Scherrer. Doutorado sob a orientação de Debye, sobre o efeito de Faraday das moléculas de hidrogênio. A partir de 1918 foi Privatdozent em Göttingen, em 1920 professor de física experimental no Instituto Federal de Tecnologia de Zurique. Na década de 1930 dedicou-se intensamente à física nuclear. Após a Segunda Guerra Mundial envolveu-se na fundação da Organização Europeia para a Investigação Nuclear (CERN) em 1954, e trabalhou em diversas instituições pela propagação da energia nuclear na Suíça. Aposentou-se em 1960 e morreu em 1969, sendo sepultado no cemitério Fluntern.
Participou da 8ª Conferência de Solvay, em 1948.

## Condecorações
O Instituto Paul Scherrer de pesquisa básica ciências naturais e engenharia é denominado em sua homenagem.